# Aeroporto di Vladikavkaz
L'aeroporto di Vladikavkaz-Beslan è un aeroporto civile internazionale situato a 15 km dalla città di Vladikavkaz, nella Ossezia Settentrionale-Alania, in Russia europea. L'aeroporto di Vadikavkaz è conosciuto anche come l'aeroporto Beslan.

## Strategia
L'aeroporto è la base tecnica e lo hub della compagnia aerea russa Alania Airlines.

## Dati tecnici
L'aeroporto di Vladikavkaz dotato di una pista attiva cementata di 3000 per 45 m che permette il decollo/atterraggio di tutti i tipi di elicotteri e degli aerei Airbus A320, Antonov An-2, Antonov An-12, Antonov An-24, Antonov An-26, Antonov An-74, Boeing 737, Boeing 757, Yakovlev Yak-40, Yakovlev Yak-42, Tupolev Tu-134, Tupolev Tu-154, Tupolev Tu-204, Ilyushin Il-86, Ilyushin Il-96 e di tutti gli aerei di classe inferiore con il peso massimo al decollo di 190 tonnellate.
L'aeroporto di Vladikavkaz è aperto dalle 5:00 alle 21:00 (ora locale, UTC +3/+4).

## Futuri miglioramenti
Nel 2010 è previsto l'inizio dei lavori della costruzione della nuova pista dell'aeroporto e dell'ampliamento della zona dei parcheggi per gli aerei oltre alla ricostruzione e l'ampliamento del terminal esistente.

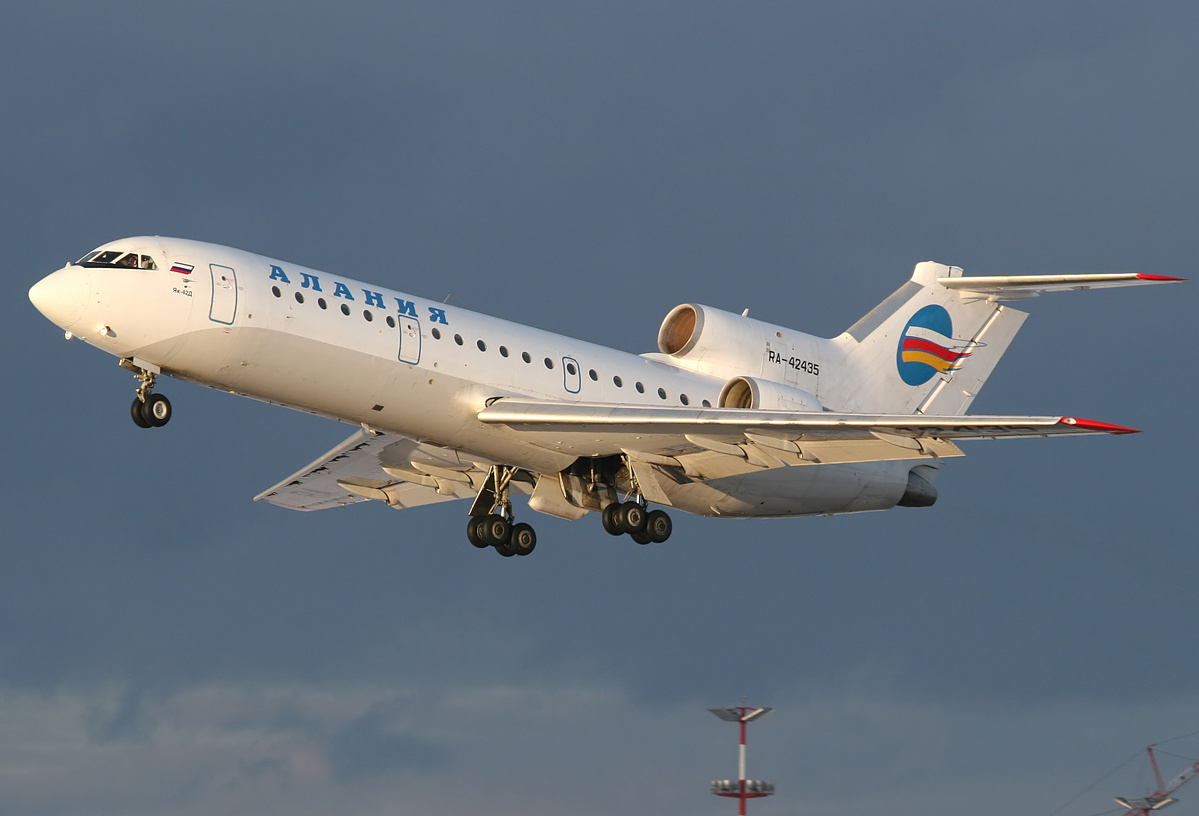
Yakovlev Yak-42D della Alania Airlines